# Ness City
La ville de Ness City est le siège du comté de Ness, situé dans le Kansas, aux États-Unis.